# Duanmen
En astronomie chinoise, Duanmen (litt. « La porte principale ») est un astérisme constitué de deux étoiles situé dans la constellation occidentale de la Vierge. Comme d'autres astérismes décrivant des portes (tels Nanmen et Yangmen), il comporte en tout et pour tout deux étoiles. Celles-ci sont clairement identifiées. Il s'agit de :
- β Virginis
- η Virginis

## Référence
- (en) Francis Richard Stephenson et David A. Green, Historical supernovae and their remnants, Oxford, Oxford University Press, 2002, 252 p. (ISBN 0198507666), page 219.